# Rollerski-Weltcup 2016
Der Rollerski-Weltcup 2016 begann am 1. Juli 2016 im kroatischen Oroslavje und endet im September 2016 in Trient. Die Gesamtwertung der Männer gewann wie im Vorjahr Robin Norum. Bei der Gesamtwertung der Frauen wurde Sandra Olsson Erste.

## Männer

### Resultate
| 1. Weltcup in Oroslavje, 1.–3. Juli 2016 | 1. Weltcup in Oroslavje, 1.–3. Juli 2016 | 1. Weltcup in Oroslavje, 1.–3. Juli 2016 | 1. Weltcup in Oroslavje, 1.–3. Juli 2016 | 1. Weltcup in Oroslavje, 1.–3. Juli 2016 |
| ---------------------------------------- | ---------------------------------------- | ---------------------------------------- | ---------------------------------------- | ---------------------------------------- |
| Datum                                    | Disziplin                                | Erster Platz                             | Zweiter Platz                            | Dritter Platz                            |
| 1. Juli 2016                             | 6 km klassisch Berglauf                  | Robin Norum                              | Simone Paredi                            | Peter Mlynár                             |
| 2. Juli 2016                             | 10 km Freistil Massenstart               | Peter Mlynár                             | Robin Norum                              | Simone Paredi                            |
| 3. Juli 2016                             | Sprint Freistil                          | Emanuele Becchis                         | Vitaliy Smirnov                          | Alessio Berlanda                         |

| 2. Weltcup in Sollefteå, 5.–7. August 2016 | 2. Weltcup in Sollefteå, 5.–7. August 2016 | 2. Weltcup in Sollefteå, 5.–7. August 2016 | 2. Weltcup in Sollefteå, 5.–7. August 2016 | 2. Weltcup in Sollefteå, 5.–7. August 2016 |
| ------------------------------------------ | ------------------------------------------ | ------------------------------------------ | ------------------------------------------ | ------------------------------------------ |
| Datum                                      | Disziplin                                  | Erster Platz                               | Zweiter Platz                              | Dritter Platz                              |
| 5. August 2016                             | 1 km Sprint Freistil                       | Emanuele Becchis                           | Erik Silfver                               | Robin Norum                                |
| 6. August 2016                             | 20 km klassisch Massenstart                | Robin Norum                                | Erik Silfver                               | Marcus Ruus                                |
| 7. August 2016                             | 22,5 km Freistil                           | Robin Norum                                | Anton Lindblad                             | Jörgen Brink                               |

| 3. Weltcup in Madona, 12.–14. August 2016 (Mini-Tour; halbe Punkte für die Etappen) | 3. Weltcup in Madona, 12.–14. August 2016 (Mini-Tour; halbe Punkte für die Etappen) | 3. Weltcup in Madona, 12.–14. August 2016 (Mini-Tour; halbe Punkte für die Etappen) | 3. Weltcup in Madona, 12.–14. August 2016 (Mini-Tour; halbe Punkte für die Etappen) | 3. Weltcup in Madona, 12.–14. August 2016 (Mini-Tour; halbe Punkte für die Etappen) |
| ----------------------------------------------------------------------------------- | ----------------------------------------------------------------------------------- | ----------------------------------------------------------------------------------- | ----------------------------------------------------------------------------------- | ----------------------------------------------------------------------------------- |
| Datum                                                                               | Disziplin                                                                           | Erster Platz                                                                        | Zweiter Platz                                                                       | Dritter Platz                                                                       |
| 12. August 2016                                                                     | 0,2 km Sprint Freistil                                                              | Emanuele Becchis                                                                    | Dmitriy Voronin                                                                     | Modestas Vaičiulis                                                                  |
| 13. August 2016                                                                     | 7,5 km klassisch                                                                    | Robin Norum                                                                         | Erik Silfver                                                                        | Anton Shatagin                                                                      |
| 14. August 2016                                                                     | 15 km Verfolgung Freistil                                                           | Robin Norum                                                                         | Clément Mailler                                                                     | Oleksij Krassowskyj                                                                 |
| Gesamtwertung (doppelte Punkte)                                                     | Gesamtwertung (doppelte Punkte)                                                     | Robin Norum                                                                         | Erik Silfver                                                                        | Oleksij Krassowskyj                                                                 |

| 4. Weltcup in Trient, 9.–11. September 2016 | 4. Weltcup in Trient, 9.–11. September 2016 | 4. Weltcup in Trient, 9.–11. September 2016 | 4. Weltcup in Trient, 9.–11. September 2016 | 4. Weltcup in Trient, 9.–11. September 2016 |
| ------------------------------------------- | ------------------------------------------- | ------------------------------------------- | ------------------------------------------- | ------------------------------------------- |
| Datum                                       | Disziplin                                   | Erster Platz                                | Zweiter Platz                               | Dritter Platz                               |
| 9. September 2016                           | Sprint Freistil                             | Emanuele Becchis                            | Dmitriy Voronin                             | Alessio Berlanda                            |
| 10. September 2016                          | 9 km klassisch Berglauf                     | Paul Constantin Pepene                      | Sergio Bonaldi                              | Robin Norum                                 |
| 11. September 2016                          | 11 km Freistil Mst.                         | Paul Constantin Pepene                      | Jewgeni Dementjew                           | Robin Norum                                 |

### Gesamtwertung Männer
| Rang | Name                | Punkte |
| ---- | ------------------- | ------ |
| 001. | Robin Norum         | 924    |
| 02.  | Erik Silfver        | 588    |
| 03.  | Emanuele Becchis    | 576    |
| 04.  | Clément Mailler     | 487    |
| 05.  | Simone Paredi       | 476    |
| 06.  | Sergio Bonaldi      | 472    |
| 07.  | Anton Shatagin      | 372    |
| 08.  | Mikhail Matrentsev  | 267    |
| 09.  | Oleh Joltuchowskyj  | 223    |
| 10.  | Oleksij Krassowskyj | 208    |

| Rang | Name                   | Punkte |
| ---- | ---------------------- | ------ |
| 11.  | Paul Constantin Pepene | 200    |
| 12.  | Dimitrij Woronin       | 171    |
| 13.  | Ruslan Perechoda       | 167    |
| 14.  | Peter Mlynár           | 160    |
| 15.  | Marcus Ruus            | 142    |
| 16.  | Witali Smirnow         | 125    |
| 17.  | Modestas Vaičiulis     | 123    |
| 18.  | Alessio Berlanda       | 120    |
| 19.  | Andriy Marchenko       | 119    |
| 20.  | Jewgeni Dementjew      | 116    |

| Rang | Name               | Punkte |
| ---- | ------------------ | ------ |
| 21.  | Ingmars Briedis    | 113    |
| 22.  | Jörgen Brink       | 110    |
| 23.  | Anton Hedlund      | 109    |
| 24.  | Tom Fahlen         | 105    |
| 25.  | Vladyslav Kopylov  | 102    |
| 25.  | Oleksandr Mukshyn  | 102    |
| 27.  | Johannes Eklöf     | 90     |
| 28.  | Kristian Ankersen  | 88     |
| 28.  | Indulis Bikše      | 88     |
| 30.  | Oleksandr Chelenko | 87     |

## Frauen

### Resultate
| 1. Weltcup in Oroslavje, 1.–3. Juli 2016 | 1. Weltcup in Oroslavje, 1.–3. Juli 2016 | 1. Weltcup in Oroslavje, 1.–3. Juli 2016 | 1. Weltcup in Oroslavje, 1.–3. Juli 2016 | 1. Weltcup in Oroslavje, 1.–3. Juli 2016 |
| ---------------------------------------- | ---------------------------------------- | ---------------------------------------- | ---------------------------------------- | ---------------------------------------- |
| Datum                                    | Disziplin                                | Erster Platz                             | Zweiter Platz                            | Dritter Platz                            |
| 1. Juli 2016                             | 6 km klassisch Berglauf                  | Sandra Olsson                            | Ksenia Konohova                          | Lisa Bolzan                              |
| 2. Juli 2016                             | 10 km Freistil Massenstart               | Sandra Olsson                            | Ksenia Konohova                          | Maryia Nedyukhina                        |
| 3. Juli 2016                             | Sprint Freistil                          | Lisa Bolzan                              | Nina Broznić                             | Anna Bolzan                              |

| 2. Weltcup in Sollefteå, 5.–7. August 2016 | 2. Weltcup in Sollefteå, 5.–7. August 2016 | 2. Weltcup in Sollefteå, 5.–7. August 2016 | 2. Weltcup in Sollefteå, 5.–7. August 2016 | 2. Weltcup in Sollefteå, 5.–7. August 2016 |
| ------------------------------------------ | ------------------------------------------ | ------------------------------------------ | ------------------------------------------ | ------------------------------------------ |
| Datum                                      | Disziplin                                  | Erster Platz                               | Zweiter Platz                              | Dritter Platz                              |
| 5. August 2016                             | 1 km Sprint Freistil                       | Lisa Bolzan                                | Ksenia Konohova                            | Olga Letucheva                             |
| 6. August 2016                             | 16 km klassisch Massenstart                | Britta Johansson Norgren                   | Sandra Olsson                              | Evelina Settlin                            |
| 7. August 2016                             | 18 km Freistil                             | Britta Johansson Norgren                   | Maryia Nedyukhina                          | Evelina Settlin                            |

| 3. Weltcup in Madona, 12.–14. August 2016 (Mini-Tour; halbe Punkte für die Etappen) | 3. Weltcup in Madona, 12.–14. August 2016 (Mini-Tour; halbe Punkte für die Etappen) | 3. Weltcup in Madona, 12.–14. August 2016 (Mini-Tour; halbe Punkte für die Etappen) | 3. Weltcup in Madona, 12.–14. August 2016 (Mini-Tour; halbe Punkte für die Etappen) | 3. Weltcup in Madona, 12.–14. August 2016 (Mini-Tour; halbe Punkte für die Etappen) |
| ----------------------------------------------------------------------------------- | ----------------------------------------------------------------------------------- | ----------------------------------------------------------------------------------- | ----------------------------------------------------------------------------------- | ----------------------------------------------------------------------------------- |
| Datum                                                                               | Disziplin                                                                           | Erster Platz                                                                        | Zweiter Platz                                                                       | Dritter Platz                                                                       |
| 12. August 2016                                                                     | 0,2 km Sprint Freistil                                                              | Maryia Nedyukhina                                                                   | Waljanzina Kaminskaja                                                               | Olga Letucheva                                                                      |
| 13. August 2016                                                                     | 5 km klassisch                                                                      | Sandra Olsson                                                                       | Natalja Naryshkina                                                                  | Waljanzina Kaminskaja                                                               |
| 14. August 2016                                                                     | 10 km Verfolgung Freistil                                                           | Tetjana Antypenko                                                                   | Sandra Olsson                                                                       | Ksenia Konohova                                                                     |
| Gesamtwertung (doppelte Punkte)                                                     | Gesamtwertung (doppelte Punkte)                                                     | Sandra Olsson                                                                       | Natalja Naryshkina                                                                  | Maryia Nedyukhina                                                                   |

| 4. Weltcup in Trient, 9.–11. September 2016 | 4. Weltcup in Trient, 9.–11. September 2016 | 4. Weltcup in Trient, 9.–11. September 2016 | 4. Weltcup in Trient, 9.–11. September 2016 | 4. Weltcup in Trient, 9.–11. September 2016 |
| ------------------------------------------- | ------------------------------------------- | ------------------------------------------- | ------------------------------------------- | ------------------------------------------- |
| Datum                                       | Disziplin                                   | Erster Platz                                | Zweiter Platz                               | Dritter Platz                               |
| 9. September 2016                           | Sprint Freistil                             | Lisa Bolzan                                 | Anna Bolzan                                 | Margarita Voronina                          |
| 10. September 2016                          | 5 km klassisch Berglauf                     | Sandra Olsson                               | Olga Michailowa                             | Timea Sara                                  |
| 11. September 2016                          | 7 km Freistil Mst.                          | Olga Michailowa                             | Sandra Olsson                               | Ksenia Konohova                             |

### Gesamtwertung Frauen
| Rang | Name                | Punkte |
| ---- | ------------------- | ------ |
| 001. | Sandra Olsson       | 912    |
| 02.  | Ksenia Konohova     | 694    |
| 03.  | Lisa Bolzan         | 682    |
| 04.  | Maryia Nedyukhina   | 598    |
| 05.  | Anna Bolzan         | 453    |
| 06.  | Tina Willert        | 319    |
| 07.  | Elena Ektova        | 300    |
| 08.  | Inga Dauškāne       | 286    |
| 09.  | Olga Letucheva      | 282    |
| 10.  | Natalja Naryshkina  | 272    |
| 11.  | Nataliya Plotnikova | 238    |

| Rang | Name                     | Punkte |
| ---- | ------------------------ | ------ |
| 12.  | Britta Johansson Norgren | 200    |
| 13.  | Tetjana Antypenko        | 187    |
| 14.  | Olga Michailowa          | 180    |
| 15.  | Lada Nesterenko          | 155    |
| 16.  | Wiktorija Olech          | 141    |
| 17.  | Margarita Voronina       | 138    |
| 18.  | Inga Paskovska           | 131    |
| 19.  | Waljanzina Kaminskaja    | 129    |
| 20.  | Marija Kaznačenko        | 120    |
| 20.  | Evelina Settlin          | 120    |
| 22.  | Anda Muižniece           | 113    |

| Rang | Name                    | Punkte |
| ---- | ----------------------- | ------ |
| 23.  | Timea Sara              | 100    |
| 24.  | Ulyana Gavrilova        | 94     |
| 25.  | Nina Broznic            | 80     |
| 25.  | Elena Lukianova         | 80     |
| 27.  | Ulrika Axelsson         | 79     |
| 28.  | Gabrijela Frlan         | 58     |
| 29.  | Giulia Malagoni         | 50     |
| 30.  | Maria Privezentseva     | 30     |
| 31.  | Natalija Kovalova       | 28     |
| 32.  | Walentyna Schewtschenko | 12     |